# Plackweghöhe
Die Plackweghöhe ist ein  Höhenzug im nordrhein-westfälischen Kreis Soest und Hochsauerlandkreis. Deren Hauptgipfel, der bislang keinen gängigen Namen trägt, ist mit 581,5 m ü. NHN die höchste Erhebung Warsteins, des Höhenzuges Plackwald und der naturräumlichen Haupteinheit Nordsauerländer Oberland sowie des Naturparks Arnsberger Wald. Der dortige Aussichtsturm Lörmecke-Turm ist ein beliebtes Ausflugsziel.

## Geographie

### Lage
Die Plackweghöhe liegt im nördlichen Sauerland und ihr Hauptgipfel rund 5 km südlich von Warstein (Kreis Soest) und etwa 3 km nordnordöstlich von Meschede (Hochsauerlandkreis); über den Waldweg Plackweg ist sie mit dem 2,85 km (je Luftlinie) westlich an der Bundesstraße 55 gelegenen Gebirgspass Stimmstamm (541,1 m) verbunden. Entwässert wird die Landschaft in Richtung Süden zur nahen Ruhr und nach Norden zum einige Kilometer entfernten Ruhr-Zufluss Möhne.
Die höchste Stelle ist auf handelsüblichen Karten nur als namenloser Vermessungspunkt eingezeichnet, obwohl sie die Haupterhebung eines Mittelgebirgszuges ist und deren andere Erhebungen um jeweils etwas mehr als 20 m überragt.

### Naturräumliche Zuordnung
Die Plackweghöhe gehört nach dem Handbuch der naturräumlichen Gliederung Deutschlands in der naturräumlichen Haupteinheitengruppe Süderbergland (Nr. 33) und in der Haupteinheit Nordsauerländer Oberland (334) zur Untereinheit Plackweghöhe (Plackwald) (334.5).

## Zum Namen
Der Name Plackweghöhe bezeichnet nicht die Kuppe allein, sondern eine Kammlinie am Plackweg. Er wird 1969 im Blatt Arnsberg erwähnt, nachdem der gleiche Autor 1963 im Blatt Arolsen ihn noch nicht verwendet hatte. Der Begriff wird nicht explizit auf den höchsten Punkt, sondern auf die gesamte, etwa 20 km lange Firstlinie der nordsauerländer Abdachungsrumpffläche an der Ruhr-Möhne-Wasserscheide zwischen dem Großen Berg (476 m) im Westen und dem Großen Storchschnabel (ca. 516,7 m) im Osten bezogen, auf welcher der Plackweg verläuft. Der Kamm ist hier asymmetrisch nach Süden verlagert und fällt zur Ruhr steil ab.